# Hội chứng sợ động vật

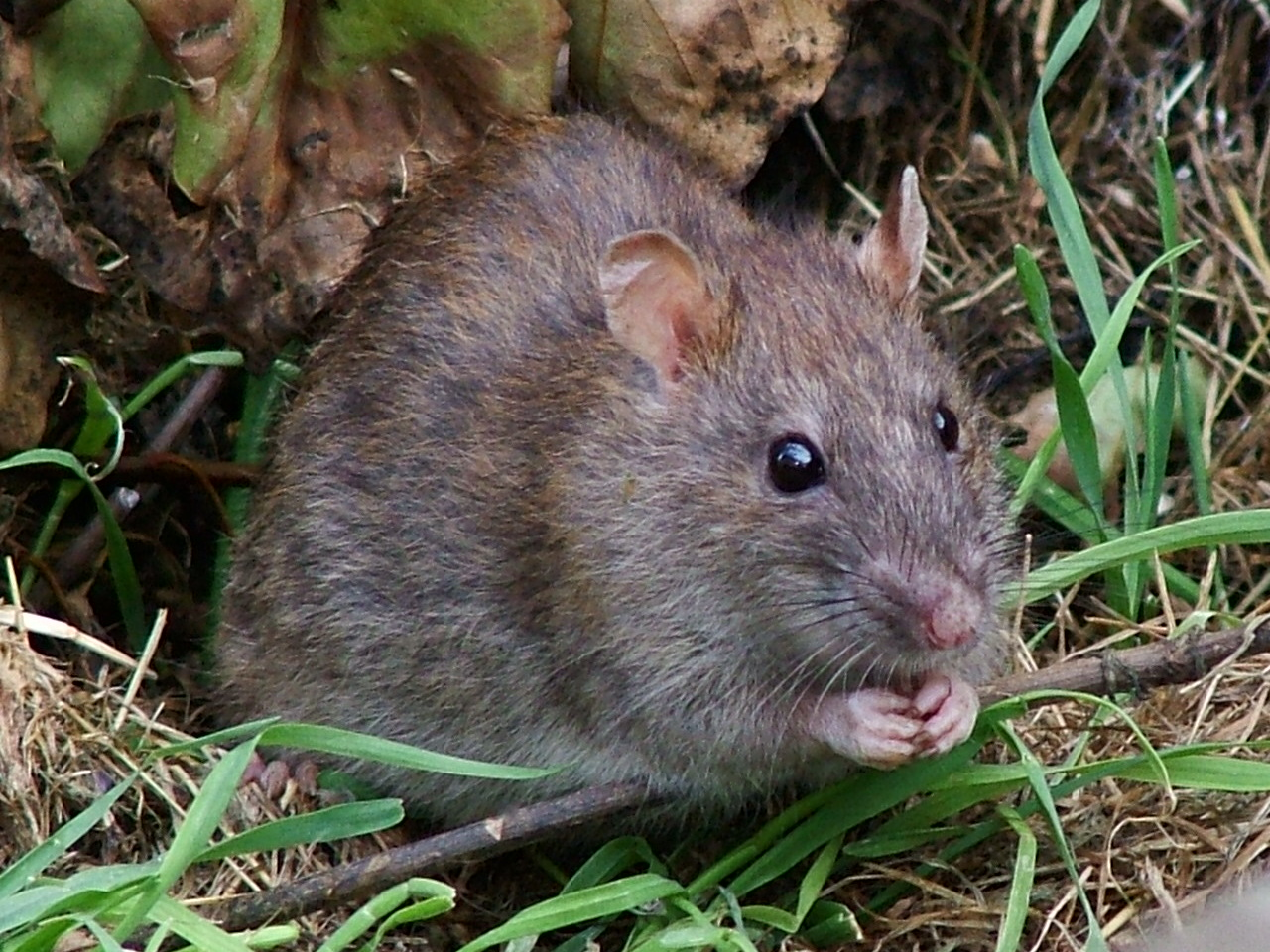
Nỗi ghê sợ những con chuột là một dạng hội chứng sợ động vật

Hội chứng sợ động vật hay hội chứng sợ thú vật (Zoophobia) là một dạng của hội chứng sợ (phobias) biểu hiện bằng sự ám ảnh và sợ hãi tột độ đối với các loài động vật nói chung (những sinh vật ngọ nguậy hoặc chuyển động) hoặc là một loại ám ảnh cụ thể đối với động vật đặc biệt, hoặc một nỗi sợ hãi mang tính bất hợp lý hoặc thậm chí chỉ đơn giản là không thích bất kỳ loài động vật nào mà chúng không phải con người.

## Biểu hiện
Ví dụ về nôi sợ các loài động vật phù du cụ thể sẽ là nổi sợ côn trùng, như hội chứng sợ ong (Melissophobia), hội chứng sợ nhện (arachnophobia), hội chứng sợ chim (ornithophobia) và hội chứng sợ rắn (ophidiophobia) cũng rất phổ biến. Nhà tâm lý học Sigmund Freud cho rằng rằng một nỗi ám ảnh về động vật là một trong những bệnh tâm thần thường gặp nhất ở trẻ em. Zoophobia không phải là sợ hãi có tính cách hợp hợp lý của các loài động vật nguy hiểm hoặc đang trong tình trạng bị thú dữ đe dọa, chẳng hạn như những con chó hoang dã (ví dụ: chó sói, chó dingo, và chó sói đồng cỏ), hoặc những con mèo lớn (hổ, sư tử, báo) liên quan đến sợ hãi những động vật ăn thịt người, sợ gấu hoặc sợ rắn độc vì nỗi sợ này là bình thường và cũng chỉ là nhất thời. Zoophobia theo nguyên nghĩa của nó là một nỗi ám ảnh của động vật gây ra đau khổ hoặc rối loạn chức năng trong cuộc sống hàng ngày của cá nhân bị mắc bệnh này.

## Các dạng
- Hội chứng sợ côn trùng: Sợ các loài côn trùng nói chung
  - Hội chứng sợ ong (Melissophobia)
  - Hội chứng sợ nhện (Arachnophobia): Sợ nhện hoặc các loài khác trong Lớp Hình nhện nói chung
  - Hội chứng sợ kiến (Apiphobia): Ám ảnh về kiến và sợ bị kiến cắn
- Sợ các loài thú (động vật có vú):
  - Hội chứng sợ chuột (Musophobia hay Murophobia): Nỗi sợ khá phổ biến, nhất là ở phái nữ, đôi khi nỗi sợ này mang tính làm bộ hoặc bị lây lan
  - Hội chứng sợ chó (Cynophobia)
  - Hội chứng sợ mèo (Ailurophobia): Sợ và ghét những con mèo, sợ ánh mắt chằm chằm của chúng, sợ mèo đen, liên quan đến phù thủy, chết chóc
  - Hội chứng sợ dơi (chiropterophobia) Nỗi sợ liên tưởng đến nhưng con dơi hút máu, ma cà rồng và túa ra một cách ghê rợm.
  - Hội chứng sợ ngựa (Equinophobia): Sợ bị ngựa đá
- Hội chứng sợ bò sát (Herpetophobia): Sợ các loài bò sát nói chung
  - Hội chứng sợ rắn (Ophidiophobia): Sợ và ám ảnh về vất kỳ các loài rắn nào, đây là nỗi sợ hãi mang tính tiềm thức
- Sợ các loài khác
  - Hội chứng sợ ếch (Ranidaphobia): Sợ ếch, cóc (Bộ Không đuôi) hay các loài khác trong nhóm động vật lưỡng cư nói chung, sợ sự trơn trượt, tởm lợm
  - Hội chứng sợ giun (Vermiphobia): Sợ các loài giun trơn trượt, quằn quèo, sợ các loài giun sán, đỉa, ký sinh
  - Hội chứng sợ cá (Ichthyophobia): Sợ cá, ăn cá, cá chết
  - Hội chứng sợ chim (Ornithophobia): Sợ và ghét bất kỳ những con chim nào